# Černá voda

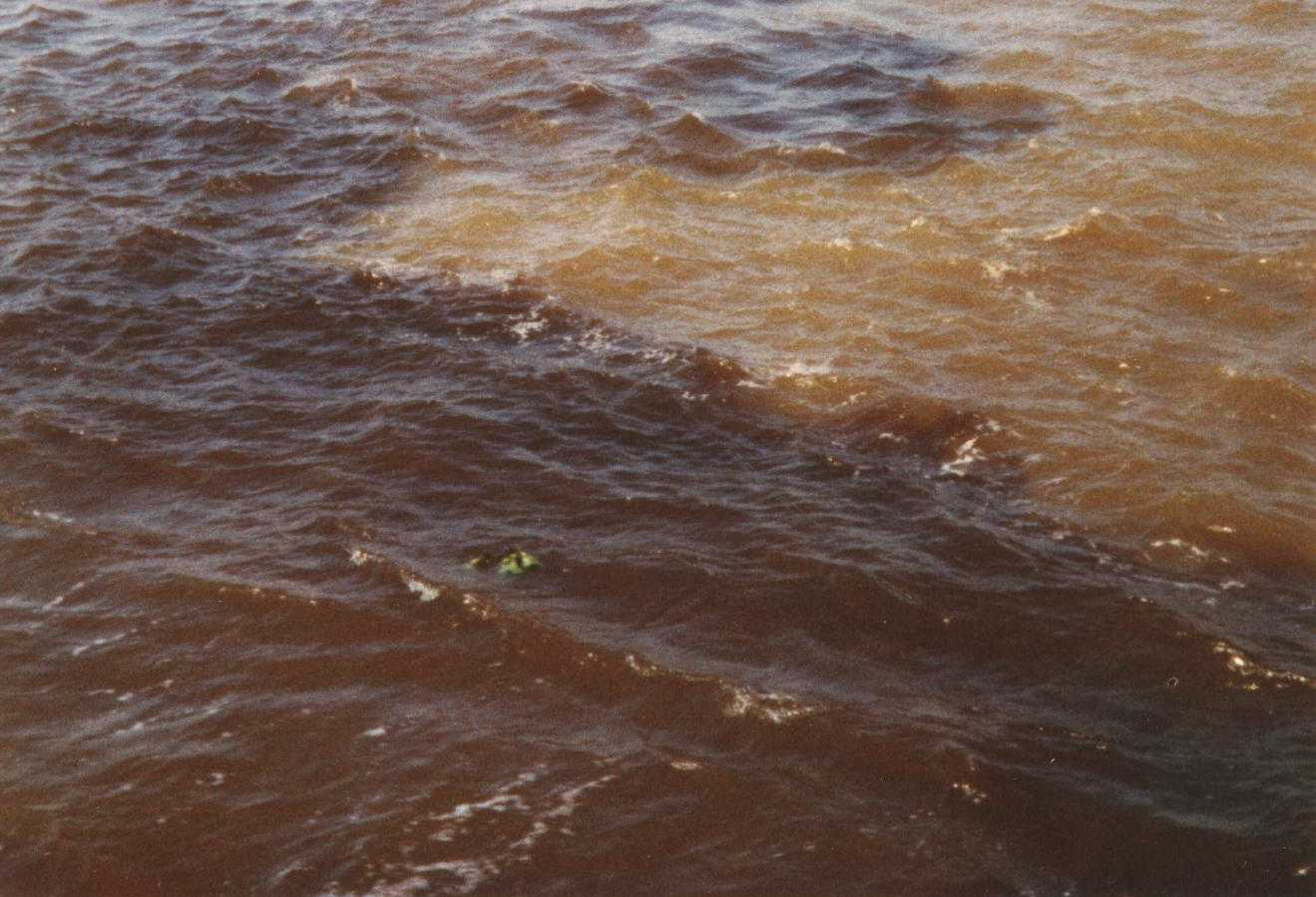
Encontro das Águas - soutok řek s černou (Rio Negro) a bílou (Amazonka) vodou

Černá voda, v případě většího toku černá řeka nebo řeka s černou vodou, je typ, obvykle tropického, sladkovodního biotopu. Jedná se o velmi měkké a kyselé vody s vysokou koncentrací tříslovin a dalších látek rostlinného původu, které dávají vodě tmavou barvu, někdy připomínající až černý čaj. Nejznámější černou řekou je Rio Negro. Pojem černá voda je často zmiňován právě v souvislosti s Amazonií, kde se tradičně rozlišují tři základní typy vod – černé, bílé a čiré. Černé vody se však vyskytují například i v tropické Africe a Asii.